# Paula Acker
Paula Acker (geborene Paula Löffler 3. Februar 1913 in Tübingen; gestorben 7. November 1989 in Berlin) war eine deutsche Korrespondentin, Redakteurin sowie KPD- und SED-Funktionärin.

## Leben
Paula Acker, als Tochter eines Maurers geboren, arbeitete nach dem Besuch der Grund- und Mittelschule und der Ausbildung zur Industriekauffrau von 1930 bis 1936 als Korrespondentin für Fremdsprachen (Englisch und Französisch) in Schwenningen. Sie war seit 1931 Mitglied der KPD. 1936 bis 1939 war sie nach Untersuchungshaft und Verurteilung wegen „Vorbereitung zum Hochverrat“ im Frauengefängnis Aichach inhaftiert.
1939 gelang ihr die Flucht in die Schweiz, wo sie als Redakteurin der Zeitschrift Der Deutsche in Basel tätig war. Sie hatte Verbindung zur illegalen Bewegung „Freies Deutschland“, ab 1944 arbeitete sie als Praktikantin und Assistentin beim Unitarian Service Committee von Noel Field in Genf. 1941 wurde sie mit dem Vorwurf der Kooperation mit der Gestapo aus der KPD ausgeschlossen; der Ausschluss wurde 1945 als unbegründet aufgehoben.
Nach ihrer Rückkehr nach Deutschland war Paula Acker von 1945 bis 1947 Leiterin des Sozialamtes und 1946 bis 1951 Mitglied des Stadtrates von Schwenningen. Zugleich war sie in der Frauenarbeit der KPD tätig und gehörte von 1948 bis 1951 dem Parteivorstand an. 1947 bis 1951 war sie Redakteurin bei verschiedenen Zeitungen, unter anderem als stellvertretende Chefredakteurin der KPD-Zeitung Unsere Stimme. Zeitweise war sie Landesvorsitzende der KPD Südwürttemberg-Hohenzollern, für den sie 1949 erfolglos als Spitzenkandidatin zum Deutschen Bundestag kandidierte. 1951 wurde sie im Zusammenhang mit der Affäre um Noel Field aller Parteiämter enthoben.
Im gleichen Jahr übersiedelte Acker auf Weisung der Partei in die DDR und trat dort der SED bei. 1951 bis 1958 arbeitete sie bei der Lausitzer Rundschau, seit 1955 als Chefredakteurin. 1958 bis 1971 war sie Mitarbeiterin der Agitationskommission beim Politbüro des Zentralkomitees (ZK) der SED. Zugleich war sie 1958 bis 1989 Mitglied des Nationalrats der Nationalen Front, seit 1962 in seinem Präsidium. Von 1963 bis 1976 war sie Mitglied der Frauenkommission beim Politbüro des ZK der SED und ab 1969 Präsidiumsmitglied der Nationalen Front des demokratischen Deutschlands.
Verheiratet war sie mit dem KPD-Funktionär Wilfried Acker.

## Auszeichnungen
- 1961 Ernst-Moritz-Arndt-Medaille
- 1963 Clara-Zetkin-Medaille
- 1963 Vaterländischer Verdienstorden in Silber
- 1968 Vaterländischer Verdienstorden in Bronze
- 1973 Vaterländischer Verdienstorden in Gold
- 1978 Ehrenspange zum Vaterländischer Verdienstorden in Gold
- 1983 Vaterländischer Verdienstorden in Gold
- 1988 Orden Stern der Völkerfreundschaft

## Publikationen
- Nationale Front des Demokratischen Deutschland (Hrsg.): Walter Ulbricht: ein Leben für Deutschland. E.A. Seemann, 1968 (231 Seiten).